# سوق نيروبي للأوراق المالية
تأسست سوق نيروبي للأوراق المالية في عام 1954 باسم نيروبي للأوراق المالية، ومقرها في نيروبي عاصمة كينيا. كانت جمعية تطوعية لسماسرة البورصة في المجتمع الأوروبي مسجلة بموجب قانون المجتمعات في كينيا البريطانية.

## التكامل الإقليمي
هي عضو في الرابطة الأفريقية لتبادل الأوراق المالية، وشرق أفريقيا لتبادل الأوراق المالية وعضو منتسب في الاتحاد العالمي للبورصات

## الشركات التابعة والاستثمارات
بخلاف تداول الأسهم والسندات باعتبارها العمل الرئيسي، فإن البورصة لديها الاستثمارات التالية:
- سوق نيروبي للأوراق المالية للشفافية المحدودة : مساهمة بنسبة 100 ٪ - نيروبي، كينيا - توفير خدمات تبادل المعلومات لتبادل المشتقات / العقود الآجلة .
- شركة الإيداع المركزي والتسوية المحدودة : مساهمة بنسبة 22.5 ٪ - نيروبي، كينيا - توفير خدمات المقاصة والتسوية والإيداع.

## ملكية
يتم إدراج أسهم بورصة نيروبي للأوراق المالية وتداولها على اللوحة الرئيسية الخاصة بها، تحت الرمز: NSE . اعتبارًا من 31 ديسمبر 2014 تم عرض الأسهم في البورصة على النحو المبين في الجدول أدناه:
| مرتبة | اسم المالك                                | نسبة الملكية |
| ----- | ----------------------------------------- | ------------ |
| 1     | ستاندرد تشارترد كينيا                     | 21.75        |
| 2     | سي اف سي ستانبيك كينيا المحدودة رشح       | 7.67         |
| 3     | أمين مجلس الوزراء، وزارة الخزانة في كينيا | 3.37         |
| 4     | مجلس صندوق تعويض المستثمرين               | 3.37         |
| 5     | آخر                                       | 63.84        |
|       | مجموع                                     | 100.00       |

## الحكم
يحكم بورصة نيروبي للأوراق المالية مجلس إدارة من 11 شخصًا يعمل صموئيل كيماني رئيسًا للمجموعة ويدير جيفري أودوندو منصب الرئيس التنفيذي.

## روابط خارجية
- موقع نيروبي للأوراق المالية
- موقع هيئة أسواق المال الكينية
- موقع بائع البيانات المعتمد لبورصة نيروبي للأوراق المالية
- Transcentury إلى قائمة نسخة محفوظة 11 نوفمبر 2019 على موقع واي باك مشين.
- مراجعة أسواق رأس المال الأفريقية
- قوائم الدخل الثابت